# Jacques G. Costin

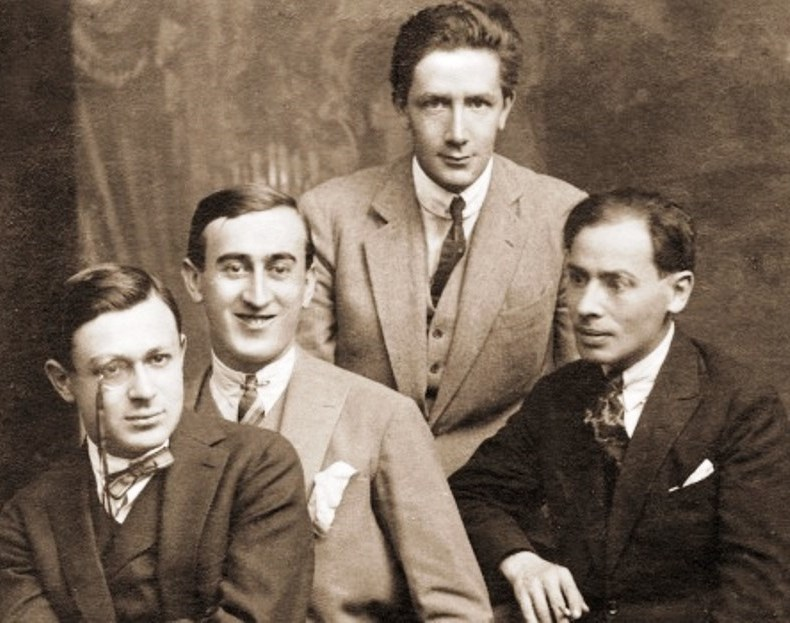
De la stânga la dreapta: Tristan Tzara, M. H. Maxy, Ion Vinea și Jacques G. Costin

Jacques G. Costin (născut Jacques Goldschlager; n. 13 aprilie 1895, București, România – d. 22 decembrie 1971, Paris, Franța) a fost un scriitor și traducător român de origine evreiască, asociat mișcărilor constructiviste și avangardiste.

## Biografie
Jacques Costin s-a născut într-o familie evreiască din București. A studiat dreptul, dar a preferat să se dedice literaturii și artei avangardiste. În anii de liceu, a intrat în cercul intelectual al viitorilor reprezentanți ai avangardei românești, precum Tristan Tzara, Marcel Iancu și Ion Vinea.
A colaborat cu revistele Contemporanul, Facla și Chemarea, promovând idei moderniste și experimentale. A semnat ocazional cu pseudonimul Sindbad.
În timpul regimului legionar și al Holocaustului din România, a suferit din cauza legislației antisemite. Fratele său a fost ucis în ianuarie 1941, în timpul Pogromului de la București.
După instaurarea comunismului, a continuat să activeze ca traducător. În 1959, a emigrat în Franța, stabilindu-se la Paris, unde a trăit până la moartea sa. La Paris a lucrat la radiodifuziunea franceză și a publicat scurte piese de teatru.

## Activitate literară
Costin a publicat volumul Exerciții pentru mâna dreaptă și Don Quichotte (1931), considerat un experiment constructivist important. A tradus în limba română opere din literatura franceză, rusă și japoneză.
Printre scriitorii traduși se numără Ivan Turgheniev, Victor Hugo, Anatole France, Paul Éluard și autori japonezi contemporani precum Teru Takakura și Yōko Ōta.

## Lucrări publicate
- Exerciții pentru mâna dreaptă și Don Quichotte, Editura Națională Ciornei, București, 1931; reeditare la Editura Paralela 45, 2002.

## Traduceri importante
- Ivan Turgheniev – În ajun (1951, co-traducere)
- Victor Hugo – Mizerabilii (vol. I–V, 1954–1955)
- Teru Takakura – Cântecul porcului
- Yōko Ōta – Până când (1956, co-traducere)
- Jacques Rémy – Dacă toți oamenii din lume (1957)
- Paul Éluard – Frații care văd. Scrieri despre artă (1957, co-traducere)
- Anatole France – Balul costumat (1958)

## Stil și influențe
Opera sa reflectă influențele avangardismului, suprarealismului timpuriu și constructivismului literar. Eugène Ionesco l-a considerat, împreună cu Urmuz, un precursor al suprarealismului românesc.